# Tumbleweed Connection
Tumbleweed Connection è il terzo album dell'artista britannico Elton John, pubblicato il 30 ottobre 1970.

## Descrizione
I testi sono stati scritti da Bernie Taupin ed evocano l'epopea del vecchio West.  Prodotto da Gus Dudgeon con gli elaborati arrangiamenti orchestrali di Paul Buckmaster, e prendendo spunto dai The Band, è unanimemente considerato uno dei migliori album nella vasta discografia di Elton John insieme a Madman Across the Water, con brani e arrangiamenti praticamente perfetti. È un album fondamentale per la storia del rock internazionale, amato da moltissimi critici e da questi considerato il migliore album della sua discografia ..
Si tratta di un concept album e le canzoni contenute in questo disco sono state registrate dal vivo con l'orchestra, a poca distanza di tempo dal precedente album Elton John, pubblicato nell'aprile del 1970. Alcuni brani degni di menzione per la loro perfezione stilistica sono Ballad of a Well-Known Gun, Where to Now St. Peter?, Love Song (una delle pochissime canzoni non scritte da Elton ad apparire nei suoi album), My Father's Gun, Amoreena e il capolavoro Talking Old Soldiers. Tumbleweed Connection entrò nelle classifiche mondiali senza il supporto di nessun singolo (caso più unico che raro) raggiungendo, comunque, il quinto posto negli Stati Uniti e il secondo posto nel Regno Unito. Da questo disco è stato tratto nel 2007 un musical (Tumbleweed Connection: il musical) prodotto negli Stati Uniti.
La rivista Rolling Stone lo ha inserito al 463º posto nella sua lista dei 500 migliori album di tutti i tempi, anche se i maggiori critici musicali ritengono che debba entrare almeno tra i primi trenta album più importanti della storia della musica.
Nel 2008 ne è uscita una Deluxe Edition con demo, brani inediti ed esecuzioni live.

## Brani
- Ballad of a Well-Known Gun
- Come Down in Time
- Country Comfort
- Son of Your Father
- My Father's Gun
- Where to Now St. Peter?
- Love Song (scritta da Lesley Duncan)
- Amoreena
- Talking Old Soldiers
- Burn Down the Mission
- Into the Old Man's Shoes (inclusa nella versione rimasterizzata del 1995)
- Madman Across the Water (original version) (inclusa nella versione rimasterizzata del 1995)

### Brani bonus della Deluxe Edition 2008
- There Goes a Well Known Gun - 3:27
- Come Down in Time [Piano demo] - 3:21
- Country Comfort [Piano demo] - 4:12
- Son of Your Father [Piano demo] - 4:13
- Talking Old Soldiers [Piano demo] - 4:13
- Into the Old Man's Shoes [Piano demo] -3:40
- Sisters of the Cross [Piano demo] - 4:38
- Madman Across the Water [Original version] – 8:52
- Into the Old Man's Shoes - 4:06
- My Father's Gun [BBC session] - 3:43
- Ballad of a Well-Known Gun [BBC session] - 4:36
- Burn Down the Mission [BBC session] - 6:52
- Amoreena [BBC session] - 5:12

## Classifiche

### Album
| Anno | Classifica              | Posizione |
| ---- | ----------------------- | --------- |
| 1971 | UK Album Chart          | 2         |
| 1971 | Billboard US Pop Albums | 5         |

## Formazione
- Elton John - voce, pianoforte, organo
- Roger Pope - batteria, percussioni
- Mike Egan - chitarra acustica
- David Glover - basso
- Nigel Olsson - batteria, cori
- Dee Murray - basso, cori
- Brian Dee - organo
- Caleb Quaye - chitarra acustica, chitarra elettrica
- Barry Morgan - batteria
- Herbie Flowers - basso
- Lesley Duncan - chitarra acustica, cori
- Chris Lawrence - basso
- Les Tatcher - chitarra acustica, chitarra 12 corde
- Gordon Huntley - steel guitar
- Robin Jones - congas, tamburello basco
- Skaila Kanga - arpa
- Johnny Van Derek - violino
- Karl Jenkins - oboe
- Ian Duck - armonica a bocca
- Dusty Springfield, Madeleine Bell, Kay Garner, Tony Burrows, Tony Hazzard, Sue & Sunny - cori